# 경주 김씨 눌곡 종택
경주김씨눌곡종택(慶州金氏訥谷宗宅)은 대한민국 경상북도 영덕군 지품면 눌곡리에 있는 건축물이다. 1999년 8월 9일 경상북도의 민속문화재 제119호로 지정되었다.

## 참고 자료
- 경주김씨눌곡종택 - 국가유산청 국가유산포털